# Steinwandleiten
Steinwandleiten ist eine Ortschaft und als Steinwandleithen eine Katastralgemeinde der Gemeinde St. Veit an der Gölsen im Bezirk Lilienfeld in Niederösterreich.

## Geschichte
Laut Adressbuch von Österreich waren im Jahr 1938 in Steinwandleiten ein Bäcker, ein Müller, ein Sägewerk, ein Spengler und mehrere Landwirte ansässig.

## Siedlungsentwicklung
Zum Jahreswechsel 1979/1980 befanden sich in der Katastralgemeinde Steinwandleithen insgesamt 63 Bauflächen mit 35.053 m² und 98 Gärten auf 239.627 m², 1989/1990 gab es 62 Bauflächen. 1999/2000 war die Zahl der Bauflächen auf 325 angewachsen und 2009/2010 bestanden 144 Gebäude auf 309 Bauflächen.

## Bodennutzung
Die Katastralgemeinde ist landwirtschaftlich geprägt. 235 Hektar wurden zum Jahreswechsel 1979/1980 landwirtschaftlich genutzt und 183 Hektar waren forstwirtschaftlich geführte Waldflächen. 1999/2000 wurde auf 194 Hektar Landwirtschaft betrieben und 233 Hektar waren als forstwirtschaftlich genutzte Flächen ausgewiesen. Ende 2018 waren 178 Hektar als landwirtschaftliche Flächen genutzt und Forstwirtschaft wurde auf 238 Hektar betrieben. Die durchschnittliche Bodenklimazahl von Steinwandleithen beträgt 27,4 (Stand 2010).